# Філадельфійський соул
Філадельфійський соул, іноді також званий Філі-соул, Філадельфійський саунд, Філісаунд або TSOP (від The Sound of Philadelphia з англ. — «Звучання Філадельфії») — жанр соул-музики кінця 1960–1970-х рр., що характеризується впливом фанку та пишними інструментальними аранжуваннями, часто з широкими струнними та пронизливими мідними духовими інструментами. Цей жанр заклав основу для диско, об'єднавши ритм-секції R&B 1960-х років із традицією попвокалу та продемонструвавши дещо більш виражений вплив джазу у своїх мелодійних структурах та аранжуваннях. Фред Уеслі, тромбоніст групи Джеймса Брауна та Parliament-Funkadelic, описав фірмовий глибокий, але оркестрований звук як «вдягання краватки-метелика на фанк».

## Стиль
Через акцент на звучанні та аранжуванні та відносної анонімності багатьох гравців стилю, Філадельфійський соул часто вважається жанром продюсерів. Банні Сіглер, Кенні Гембл і Леон Хафф були приписані до розвитку жанру.
Серед авторів та продюсерів пісень Філадельфійського соулу були Боббі Мартін, Том Белл, Лінда Крід, Норман Харріс, Декстер Вансел, а також продюсерські команди МакФаден і Уайтхед, а також Гембл і Хафф із Philadelphia International Records, які працювали з групою студій, щоб розробити унікальний звук Філадельфії, який використовується як підтримка для багатьох різних співочих актів. Багато хто з цих музикантів записувався як інструментальний гурт MFSB, який у 1974 році мав хіт з оригінальною філадельфійською соул-піснею «TSOP (The Sound of Philadelphia)».
Помітними продовженнями філадельфійського саунду були басист Рональд Бейкер, гітарист Норман Харріс і барабанщик/баритон із The Trammps Ерл Янг (BHY), який також записувався як Trammps і сам робитиме записи. Ці три були базовою ритм-секцією для MFSB та розгалужувалися на суб-лейбл Philadelphia International Records під назвою Golden Fleece, що розповсюджується CBS Records (нині Sony Music). Незабаром після цього Харріс створив лейбл Gold Mind разом із Salsoul Records. Список Gold Mind включав First Choice, Loleatta Holloway і Love Committee, всі з яких представлятимуть Бейкера/Харріса/Янга у своїх постановках. Їхній хіт 1976 року з подвійною експозицією «Десять відсотків» став першим комерційним 12-дюймовим синглом.
Philadelphia soul була популярна протягом 1970-х років, і вона підготувала ґрунт для студійних побудов диско та міської сучасної музики, які з'явилися пізніше у цьому десятилітті. Його стиль вплинув на пізніші виступи у Філадельфії, особливо на The Roots, Вівіан Грін, Джилл Скотт і Musiq Soulchild. Альбом Девіда Боуї 1975 року Young Americans був записаний у Філадельфії під впливом соул-саунду Філадельфії.